# سارا نیکول اندرسون
سارا نیکول اندرسون (فارسی: سارا نیکول اندرسون؛ زادهٔ ۲ نوامبر ۱۹۹۲) یک مدل و ملکه زیبایی ایرانی‌تبار اهل نروژ است. او برنده دوشیزه نروژ ۲۰۱۲ شد و به نمایندگی از کشور نروژ در مراسم دوشیزه جهان ۲۰۱۲ شرکت کرد ولی مقامی کسب نکرد.